# Noroy
Pour les articles ayant des titres homophones, voir Noroît, Norrois et Norroy.
Pour les articles homonymes, voir Noroy-le-Bourg dans le département de la Haute-Saône.
Noroy est une commune française située dans le département de l'Oise en région Hauts-de-France. Ses habitants sont appelés les Noroysiens.

## Géographie

### Localisation

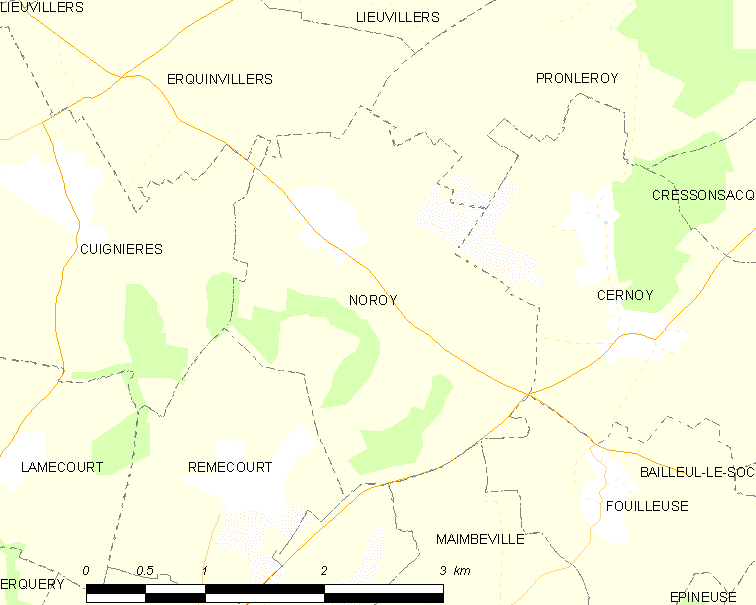
Communes limitrophes.

Noroy est une commune située à 66 km au nord de Paris, 30 km à l'est de Beauvais, 24 km à l'ouest de Compiègne et à 52 km au sud d'Amiens.
| Erquinvillers |                                      | Pronleroy  |
| Cuignières    | Noroy                                | Cernoy     |
| Rémécourt     | Saint-Aubin-sous-Erquery Maimbeville | Fouilleuse |

### Topographie et géologie
La commune s'étend de 103 mètres au sud de la commune à 159 mètres d'altitude à la limite sud-ouest du territoire. Elle se situe sur le plateau picard, laissant apparaître plusieurs points culminants au-dessus de 120 mètres au-dessus du niveau de la mer, comme la « Grande Montagne » (159 mètres) au sud-est et la « Montagne Sèche » au nord (125 mètres). Le relief peu marqué s'exprime par la présence de plusieurs vallées sèches s'orientant au nord et au sud. Le village s'étale de 127 à 137 mètres au-dessus du niveau de la mer. La commune se trouve en zone de sismicité 1, c'est-à-dire à 
très faible risque sismique.

### Hydrographie
La commune est située dans le bassin Seine-Normandie. Elle n'est drainée par aucun cours d'eau,.
Les seuls élements aquatiques sur le territoire sont un petit étang situé au sud du village ainsi qu'une mare rue Dufour. La présence de vallons témoigne d'une ancienne présence de ruisseaux, s'orientant au sud vers le bassin versant de la Brêche et au nord vers le bassin versant de l'Aronde. Le village n'est pas situé au-dessus de nappes phréatiques sous-affleurantes, qui lesquelles se situent uniquement au point le plus bas du territoire communal.

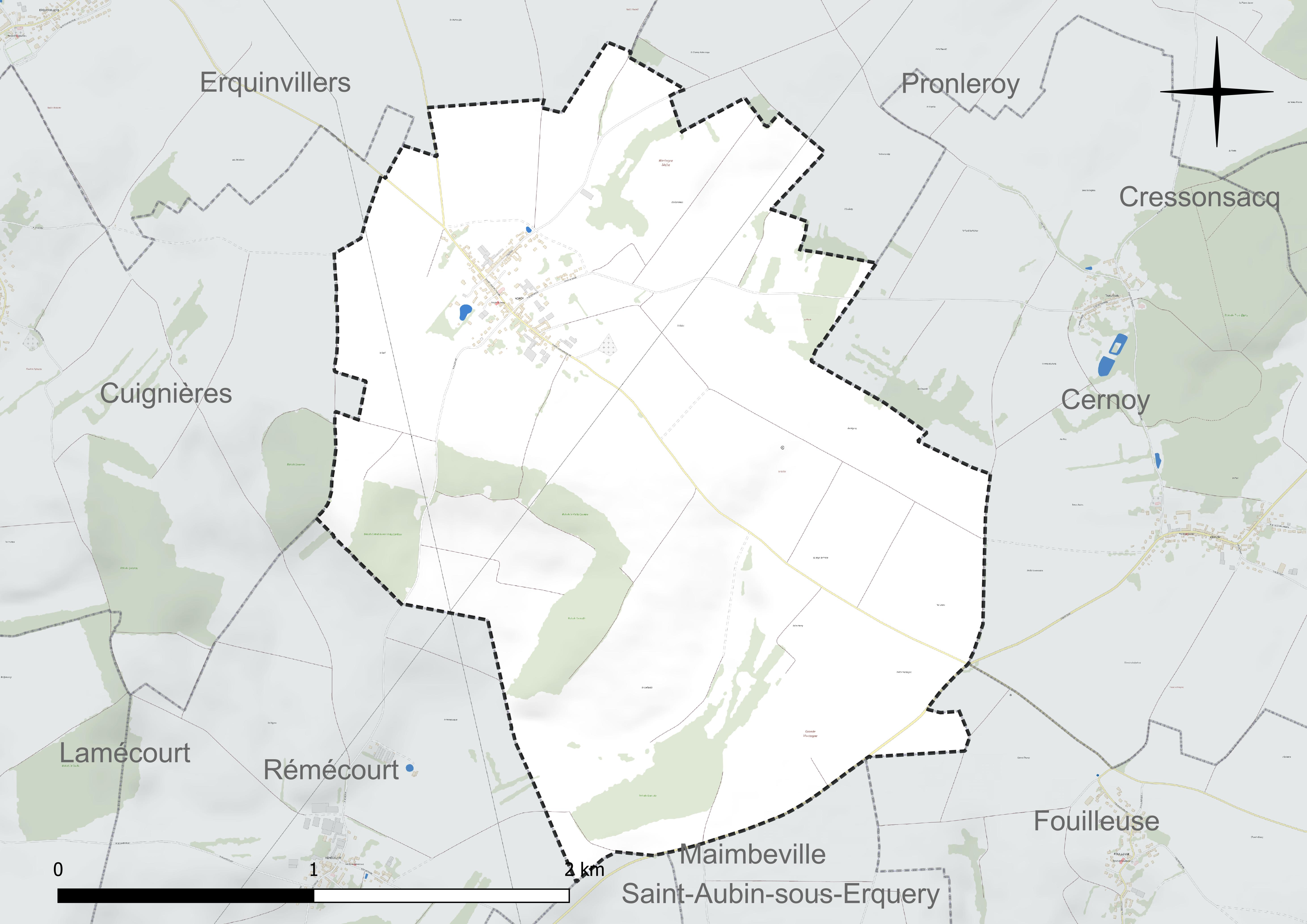
Réseau hydrographique de Noroy.

### Climat
Pour des articles plus généraux, voir Climat des Hauts-de-France et Climat de l'Oise.
En 2010, le climat de la commune est de type climat océanique dégradé des plaines du Centre et du Nord, selon une étude du CNRS s'appuyant sur une série de données couvrant la période 1971-2000. En 2020, Météo-France publie une typologie des climats de la France métropolitaine dans laquelle la commune est exposée à un climat océanique et est dans la région climatique  Nord-est du bassin Parisien, caractérisée par un ensoleillement médiocre, une pluviométrie moyenne régulièrement répartie au cours de l'année et un hiver froid (3 °C). 
Pour la période 1971-2000, la température annuelle moyenne est de 10,4 °C, avec une amplitude thermique annuelle de 14,5 °C. Le cumul annuel moyen de précipitations est de 699 mm, avec 11,3 jours de précipitations en janvier et 8 jours en juillet. Pour la période 1991-2020, la température moyenne annuelle observée sur la station météorologique la plus proche, située sur la commune de Godenvillers à 16 km à vol d'oiseau, est de 11,1 °C et le cumul annuel moyen de précipitations est de 701,9 mm,. Pour l'avenir, les paramètres climatiques de la commune estimés pour 2050 selon différents scénarios d'émission de gaz à effet de serre sont consultables sur un site dédié publié par Météo-France en novembre 2022.

### Milieux naturels
Hormis le bâti, qui s'étend sur une vingtaine d'hectares, la surface communale est composée à plus de 75 % de cultures sur 412 hectares. Les espaces boisés sont majoritairement présents sur les coteaux au sud avec les bois du Grand Terrier, des Cailloux, de la Vieille Carrière, du Cerbullé, et du Courroie. On retrouve également quelques parcelles à l'est du village au lieu-dit la Motte et près de la Montagne Sèche, rassemblant au total 70 hectares pour 12.8 % de la superficie. Enfin, la commune comprend 48 hectares de vergers et prairies,.

## Urbanisme

### Typologie
Au 1er janvier 2024, Noroy est catégorisée commune rurale à habitat dispersé, selon la nouvelle grille communale de densité à sept niveaux définie par l'Insee en 2022.
Elle est située hors unité urbaine. Par ailleurs la commune fait partie de l'aire d'attraction de Paris, dont elle est une commune de la couronne,. 

### Occupation des sols
L'occupation des sols de la commune, telle qu'elle ressort de la base de données européenne d'occupation biophysique des sols Corine Land Cover (CLC), est marquée par l'importance des territoires agricoles (83,2 % en 2018), en diminution par rapport à 1990 (88,1 %). La répartition détaillée en 2018 est la suivante : 
terres arables (79,8 %), forêts (11,9 %), zones urbanisées (5 %), zones agricoles hétérogènes (3,4 %). L'évolution de l'occupation des sols de la commune et de ses infrastructures peut être observée sur les différentes représentations cartographiques du territoire : la carte de Cassini (XVIIIe siècle), la carte d'état-major (1820-1866) et les cartes ou photos aériennes de l'IGN pour la période actuelle (1950 à aujourd'hui).

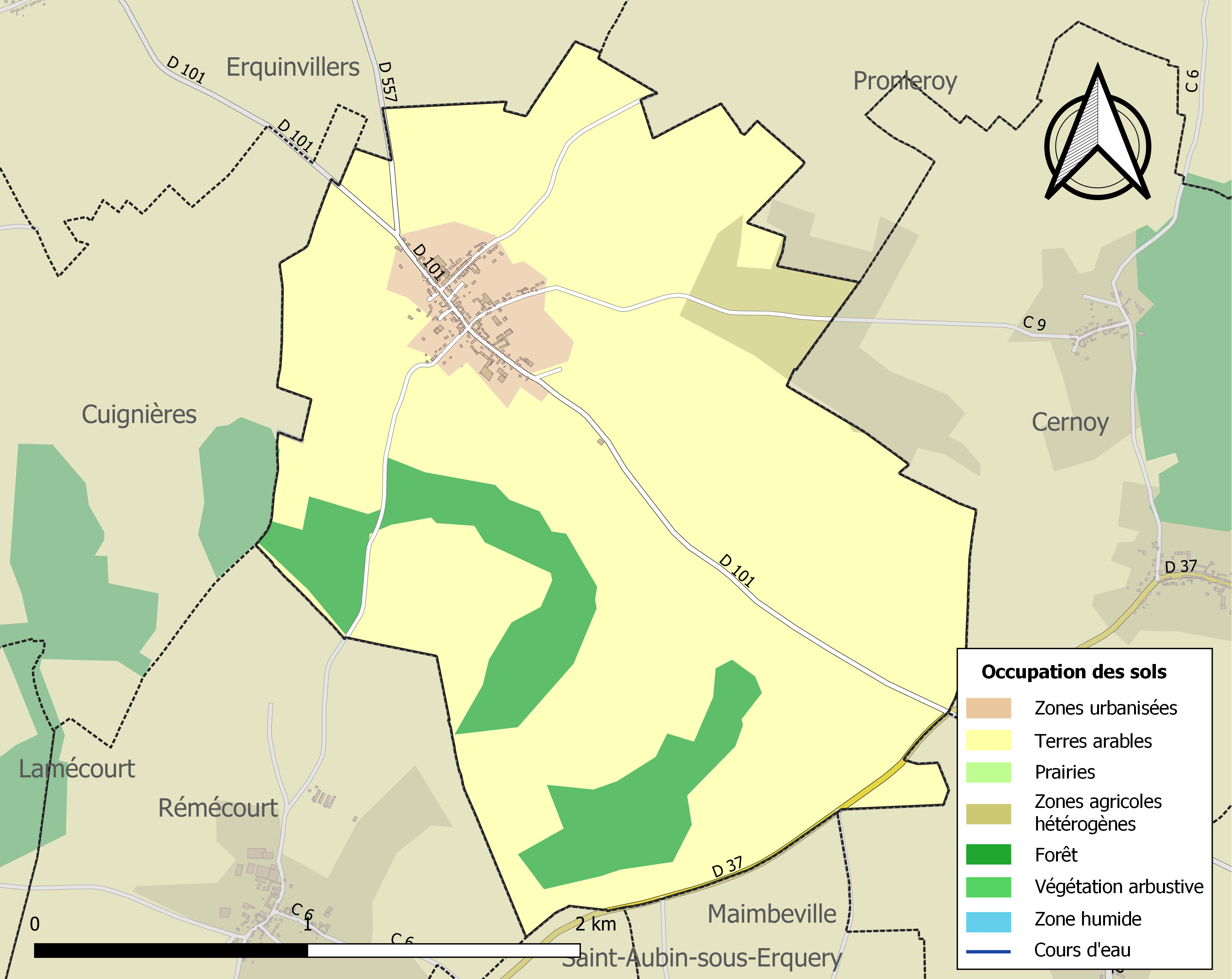
Carte des infrastructures et de l'occupation des sols de la commune en 2018 (CLC).

### Hameaux et lieux-dits
La commune ne possède pas de hameaux, les espaces bâtis se situent uniquement au chef-lieu.

### Voies de communication et transports
La commune est traversée par 3 routes départementales : la D37, la D 101, la D 557. La route départementale 37, de Breuil-le-Sec à Neufvy-sur-Aronde bien que longeant la limite communale au sud, est le principal axe de circulation permettant d'accéder à l'agglomération de Clermont, la plus proche. La route départementale 101, de Bulles à Estrées-Saint-Denis traverse le territoire d'est en ouest et constitue la rue principale du village (rue Saint-Jean-des-Pleurs). La route départementale 557 relie quant à elle le chef-lieu à Lieuvillers au nord. Le village est également desservi par plusieurs routes communales en provenance de Rémécourt et de Trois-Etots.
Les gares SNCF les plus proches sont celles d'Avrechy et de Saint-Remy-en-l'Eau à moins de 6 kilomètres à l'ouest. La gare de Saint-Just-en-Chaussée, mieux desservie, se trouve à 8 km au nord-ouest. Ces gares sont toutes situées sur la ligne de Paris-Nord à Lille.
La commune est desservie, en 2023, par les lignes 6304 et 6341 du réseau interurbain de l'Oise. La commune fait partie du réseau TADAM, service de transport collectif à la demande, mis en place à titre expérimental par la communauté de communes du Plateau Picard. Elle est reliée à l'un des 8 points de destination situés à Saint-Just-en-Chaussée, Maignelay-Montigny, La Neuville-Roy et Tricot au départ des 98 points d'origine du territoire. Une navette de regroupement pédagogique intercommunal (ligne 6803) relie le village au groupe scolaire de Lieuvillers, avec la commune de Cernoy.
L'aéroport de Beauvais-Tillé se trouve à 28 km à l'ouest et l'aéroport de Paris-Charles-de-Gaulle se situe à 50 km au sud-est. Il n'existe pas de liaisons par transports en commun entre la commune et ces aéroports.

## Toponymie
Le nom de la localité est attesté sous les formes Noerium (1150) ; Noeretum (1173) ; Petrus de Noereto (1173) ; de Noereto (1198) ; de Noerio (vers 1200) ; Noeroi (1203) ; Symon dominus de Noeroy (1218) ; Noueroi (1222) ; Nosroy (1244) ; « la grange dimeresche de Nooroi » (1252) ; Nouroy (1255) ; Nouenroi (1258) ; Jehenne de Nover[oi] (1258) ; Noueroy (1258) ; Simon de Noerio (XIIIe) ; le granche de Noueroy (vers 1290) ; Nouroy en Beauvoisis (1466) ; eccl. de Nourroi (XVIe) ; Nourroy (1613) ; Noroy (1652) ; Norroi (XVIIe) ; Nourné (1794).

Le toponyme, orthographié au Moyen Âge Noeroi, proviendrait du bas latin Nucaretum, du picard noier nuier « noyer » et serait l'indication d'un lieu planté de noyers.

## Histoire
Le long de l'antique chemin de Fouilleuse à Lieuvillers qui subsiste actuellement comme chemin d'exploitation, des relevés aériens ont décelé les fondations de villas gallo-romaines[i].
Sous les Mérovingiens, une petite agglomération se crée dans le vallon du Cerbullé. Les fouilles exécutées en 1863 et 1864 ont révélé l'existence d'un cimetière de 349 sépultures[ii]. Les nombreux artefacts découverts ont été déposés au Musée de Picardie, à Amiens.
La toponymie[iii] nous apprend qu'une motte féodale existait au nord-est de la commune, à cheval sur celle de Trois-Etots, au lieu-dit La Motte Héron. À la suite, vraisemblablement, des périodes d'insécurité des Xe et XIe siècles, le seigneur du lieu construisit un château fort dont les restes subsistent encore actuellement au centre du village.
Le premier nom d'un seigneur de Noroy apparait dans le chartrier de l'abbaye Saint-Martin-aux-Bois[iv]. Il s'agit de Pierre de Noroy, chevalier, en 1173. En 1373, nous trouvons Colart dit Le Borgne, écuyer, qui tient du châtel de Clermont, la seigneurie de Nouroy.
La seigneurie est acquise au XVe siècle par Guillaume Bochart, gentilhomme servant du roi Charles VII, dont la famille est originaire de Vézelay, en Bourgogne[v].
Après les destructions de la Guerre de Cent ans qui affectent toute la région[vi], Jean II Bochart qui a épousé une riche héritière, Jeanne Simon, la nièce de l'évêque de Paris, reconstruit[vii] et décore richement l'église de Noroy qui est consacrée en 1522 sous le vocable de l'Assomption de Notre-Dame.
À la Révolution, les héritiers du dernier seigneur ayant émigré, les propriétés sont saisies et vendues comme biens nationaux[viii]. En 1843, le château et la ferme sont allotis par adjudication à onze habitants de la commune[ix].
En septembre 1914, c'est la première bataille de la Marne ; les Allemands occupent Noroy pendant une semaine. Ensuite, des troupes françaises seront en cantonnement[x] à Noroy en 1915, en 1917 et en 1918, lors de la seconde bataille de la Marne.
En 1940, au cours d'un combat de retardement, le Groupement de reconnaissance divisionnaire 97 perd plusieurs soldats sur le territoire de la commune dont son commandant, le lieutenant-colonel Lacombe de La Tour[xi].

## Politique et administration
| Période                                  | Période                   | Identité           | Étiquette | Qualité                                                                                              |
| ---------------------------------------- | ------------------------- | ------------------ | --------- | --- |
| Les données manquantes sont à compléter. |                           |                    |           | |
| mars 2001                                | 2008                      | René Gourguechon   |           | |
| 2008                                     | décembre 2022             | Pierre Wellecan    | NC        | Chef d'entreprise retraité Président du syndicat du regroupement scolaire ( ? → 2022) Démissionnaire |
| février 2023                             | En cours (au 7 mars 2023) | Stéphanie Benabbas |           | Assistante maternelle                                                                                |

### Distinctions et labels
La commune a obtenu deux fleurs au concours des villes et villages fleuris 2013.

## Population et société

### Démographie

#### Évolution démographique
L'évolution du nombre d'habitants est connue à travers les recensements de la population effectués dans la commune depuis 1793. Pour les communes de moins de 10 000 habitants, une enquête de recensement portant sur toute la population est réalisée tous les cinq ans, les populations de référence des années intermédiaires étant quant à elles estimées par interpolation ou extrapolation. Pour la commune, le premier recensement exhaustif entrant dans le cadre du nouveau dispositif a été réalisé en 2008.

En 2022, la commune comptait 254 habitants, en évolution de +14,41 % par rapport à 2016 (Oise : +0,87 %, France hors Mayotte : +2,11 %).
| 1793 | 1800 | 1806 | 1821 | 1831 | 1836 | 1841 | 1846 | 1851 |
| ---- | ---- | ---- | ---- | ---- | ---- | ---- | ---- | ---- |
| 200  | 236  | 277  | 251  | 476  | 261  | 348  | 236  | 233  |

| 1856 | 1861 | 1866 | 1872 | 1876 | 1881 | 1886 | 1891 | 1896 |
| ---- | ---- | ---- | ---- | ---- | ---- | ---- | ---- | ---- |
| 217  | 241  | 208  | 199  | 199  | 197  | 206  | 190  | 201  |

| 1901 | 1906 | 1911 | 1921 | 1926 | 1931 | 1936 | 1946 | 1954 |
| ---- | ---- | ---- | ---- | ---- | ---- | ---- | ---- | ---- |
| 179  | 167  | 185  | 182  | 171  | 139  | 147  | 154  | 132  |

| 1962 | 1968 | 1975 | 1982 | 1990 | 1999 | 2006 | 2008 | 2013 |
| ---- | ---- | ---- | ---- | ---- | ---- | ---- | ---- | ---- |
| 121  | 102  | 102  | 109  | 168  | 184  | 192  | 194  | 205  |

| 2018 | 2022 | - | - | - | - | - | - | - |
| ---- | ---- | - | - | - | - | - | - | - |
| 245  | 254  | - | - | - | - | - | - | - |

#### Pyramide des âges
La population de la commune est relativement jeune.
En 2018, le taux de personnes d'un âge inférieur à 30 ans s'élève à 37,9 %, soit au-dessus de la moyenne départementale (37,3 %). À l'inverse, le taux de personnes d'âge supérieur à 60 ans est de 15,9 % la même année, alors qu'il est de 22,8 % au niveau départemental.
En 2018, la commune comptait 123 hommes pour 122 femmes, soit un taux de 50,2 % d'hommes, légèrement supérieur au taux départemental (48,89 %).
Les pyramides des âges de la commune et du département s'établissent comme suit.
| Hommes | Classe d’âge | Femmes |
| ------ | ------------ | ------ |
| 0,0    | 90 ou +      | 0,0    |
| 4,9    | 75-89 ans    | 6,6    |
| 9,8    | 60-74 ans    | 10,7   |
| 19,5   | 45-59 ans    | 21,3   |
| 27,6   | 30-44 ans    | 23,8   |
| 14,6   | 15-29 ans    | 18,9   |
| 23,6   | 0-14 ans     | 18,9   |

| Hommes | Classe d’âge | Femmes |
| ------ | ------------ | ------ |
| 0,5    | 90 ou +      | 1,4    |
| 5,5    | 75-89 ans    | 7,6    |
| 15,6   | 60-74 ans    | 16,3   |
| 20,8   | 45-59 ans    | 20     |
| 19,4   | 30-44 ans    | 19,4   |
| 17,6   | 15-29 ans    | 16,2   |
| 20,6   | 0-14 ans     | 19,1   |

## Lieux et monuments
La commune possède un monument historique sur son territoire.
- L'église Notre-Dame (XVIe siècle) : Monument datant de 1552. On y remarque quelques vitraux et plusieurs tableaux en émail qui représentent l'histoire de la Passion[31]. Le monument possède le plus ancien confessionnal du département datant du XVIIe siècle. On y trouve des fonts baptismaux avec déversoir en pierre du XVIe siècle et un bénitier en pierre datant du même siècle[32]. L'édifice fait l'objet d'une inscription aux titre des monuments historiques depuis le 14 septembre 1949[33].

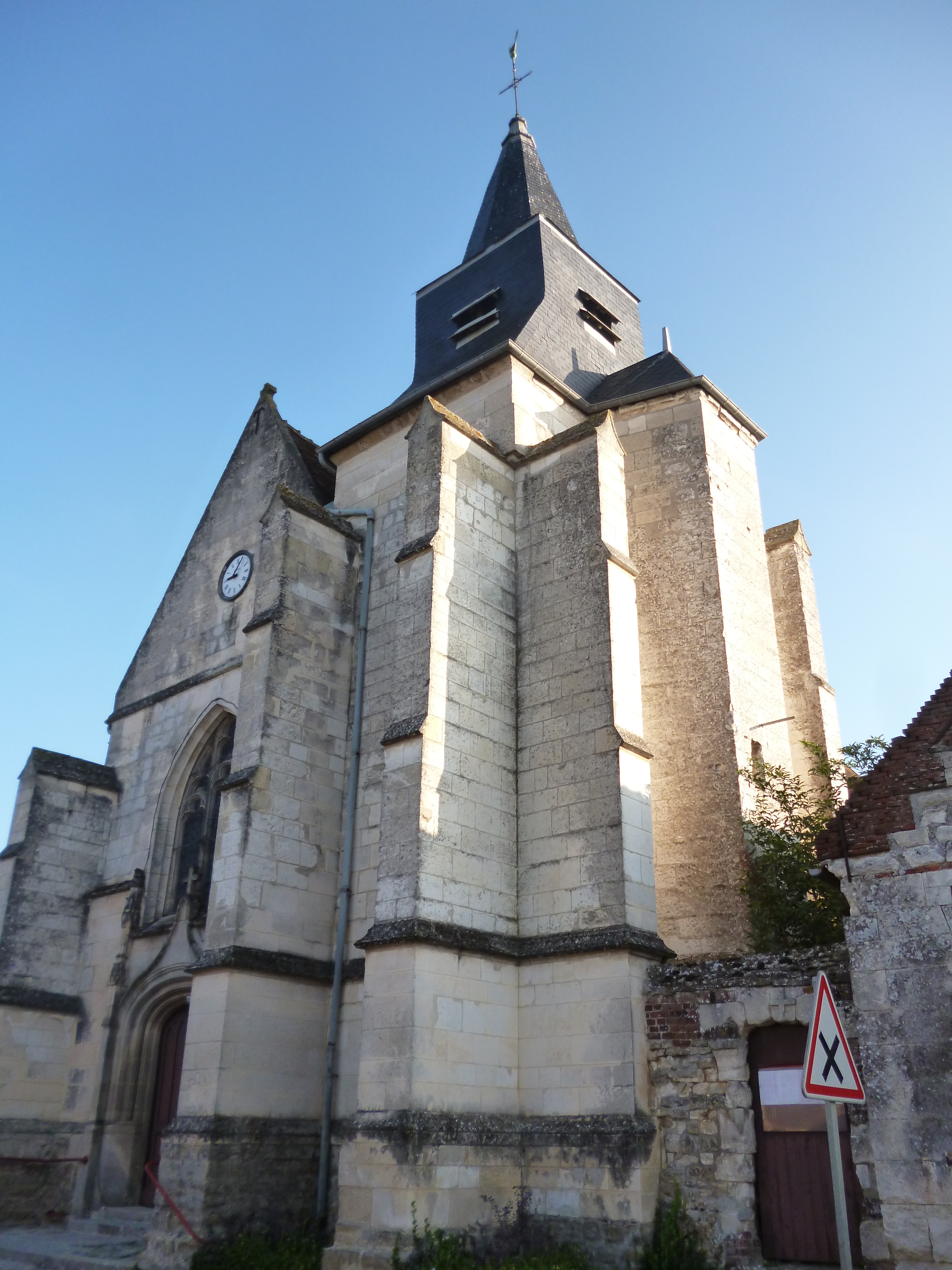
L'église.
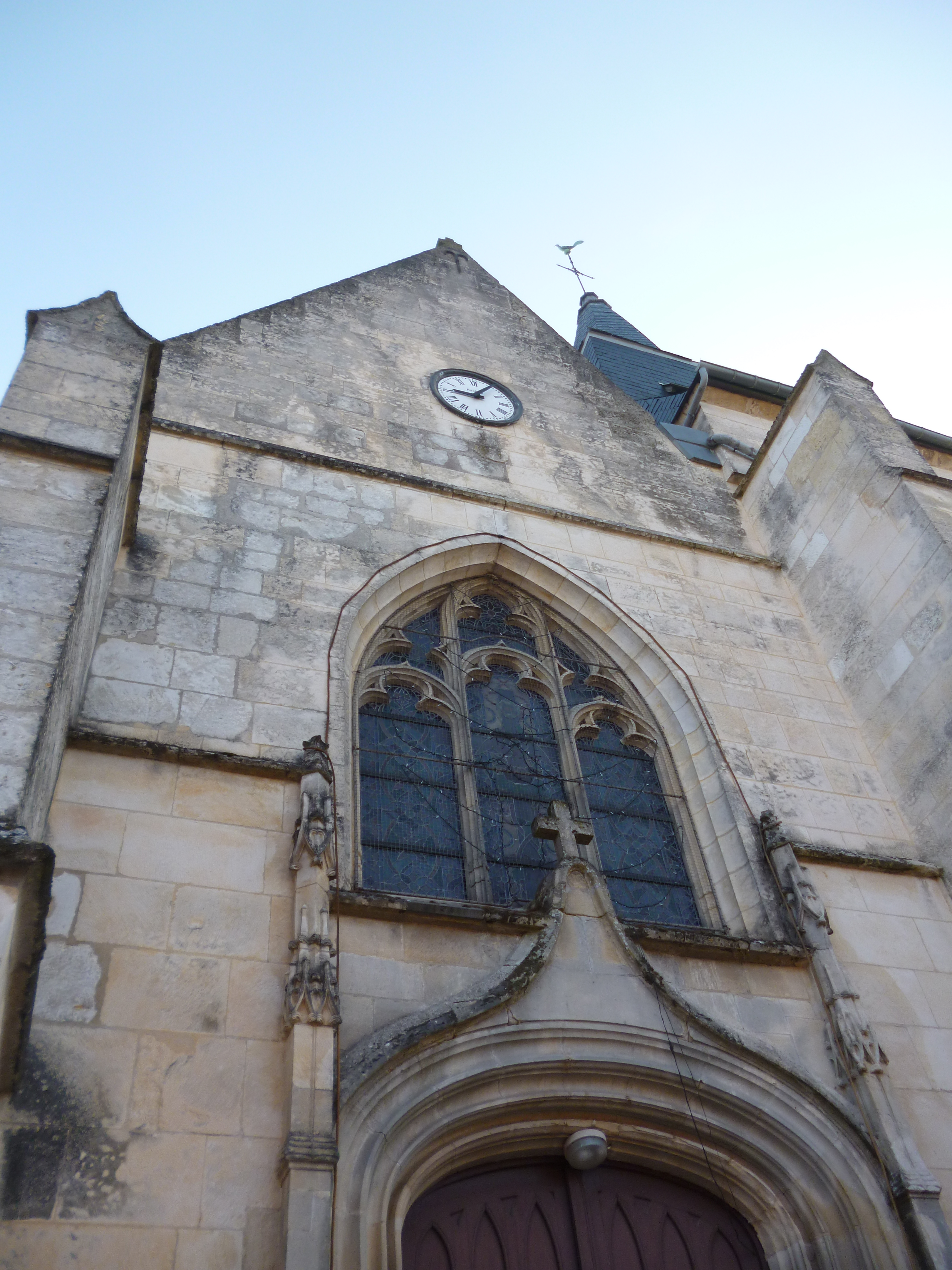
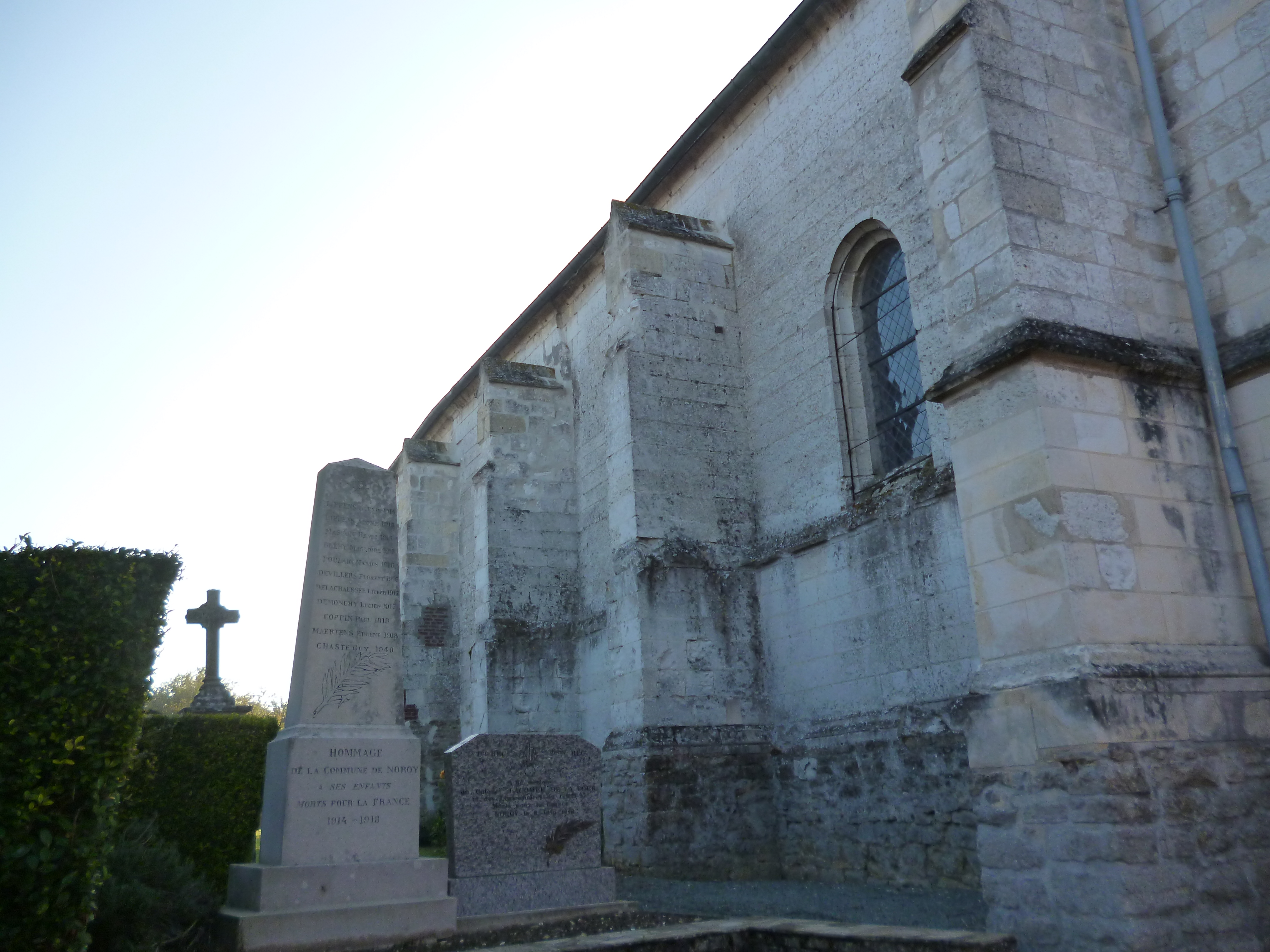
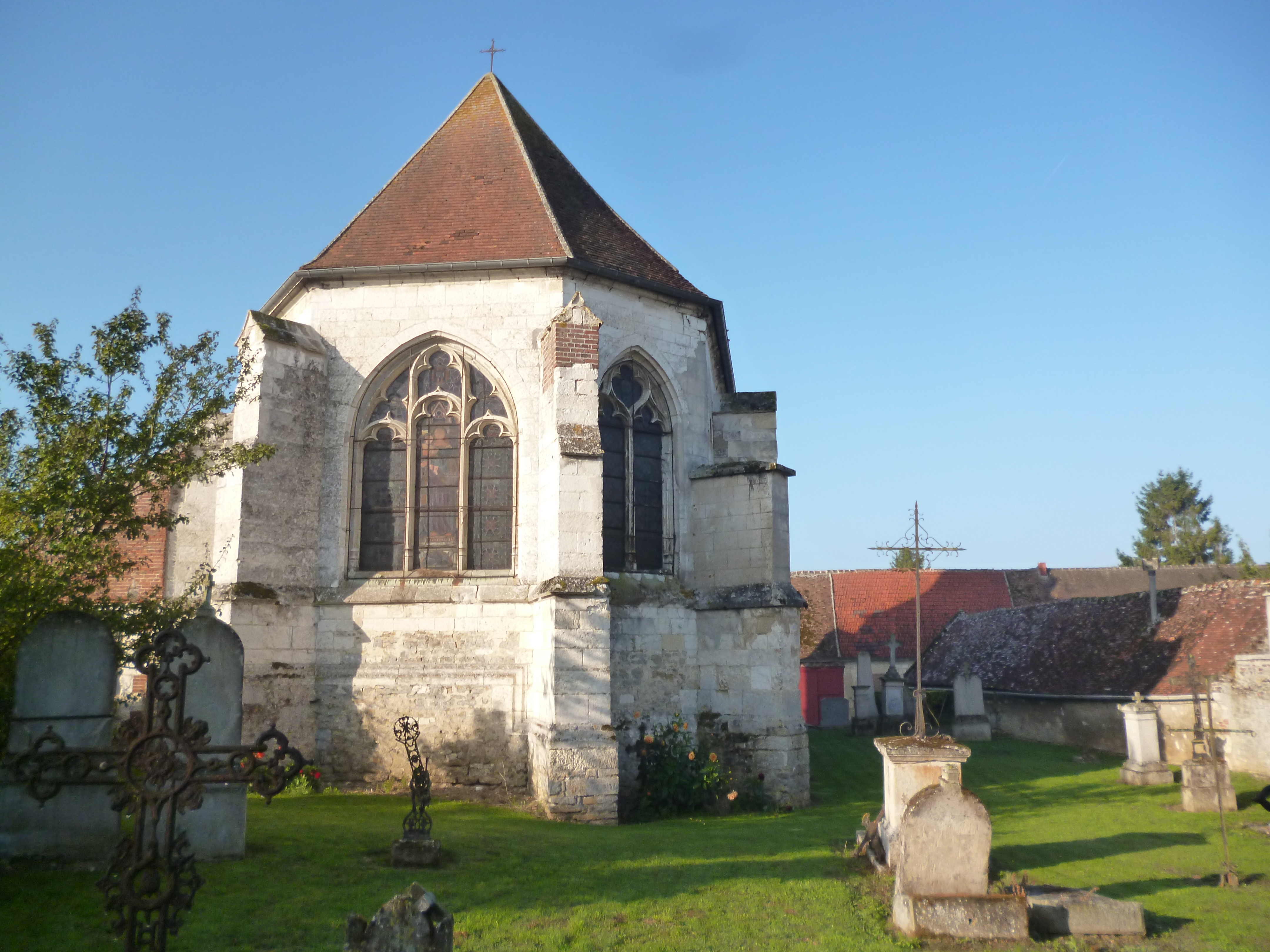
L'église et le cimetière.
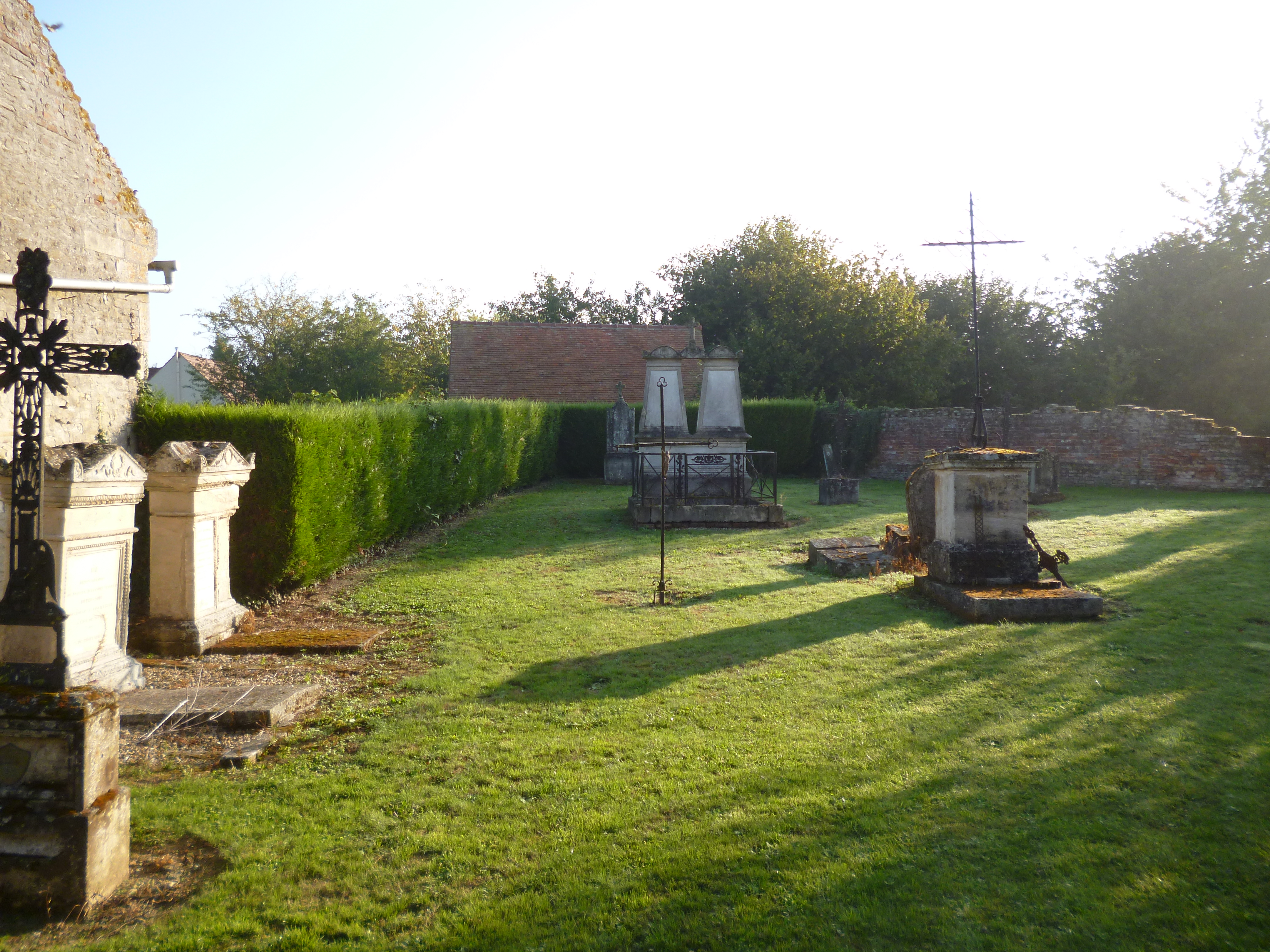
Le cimetière.
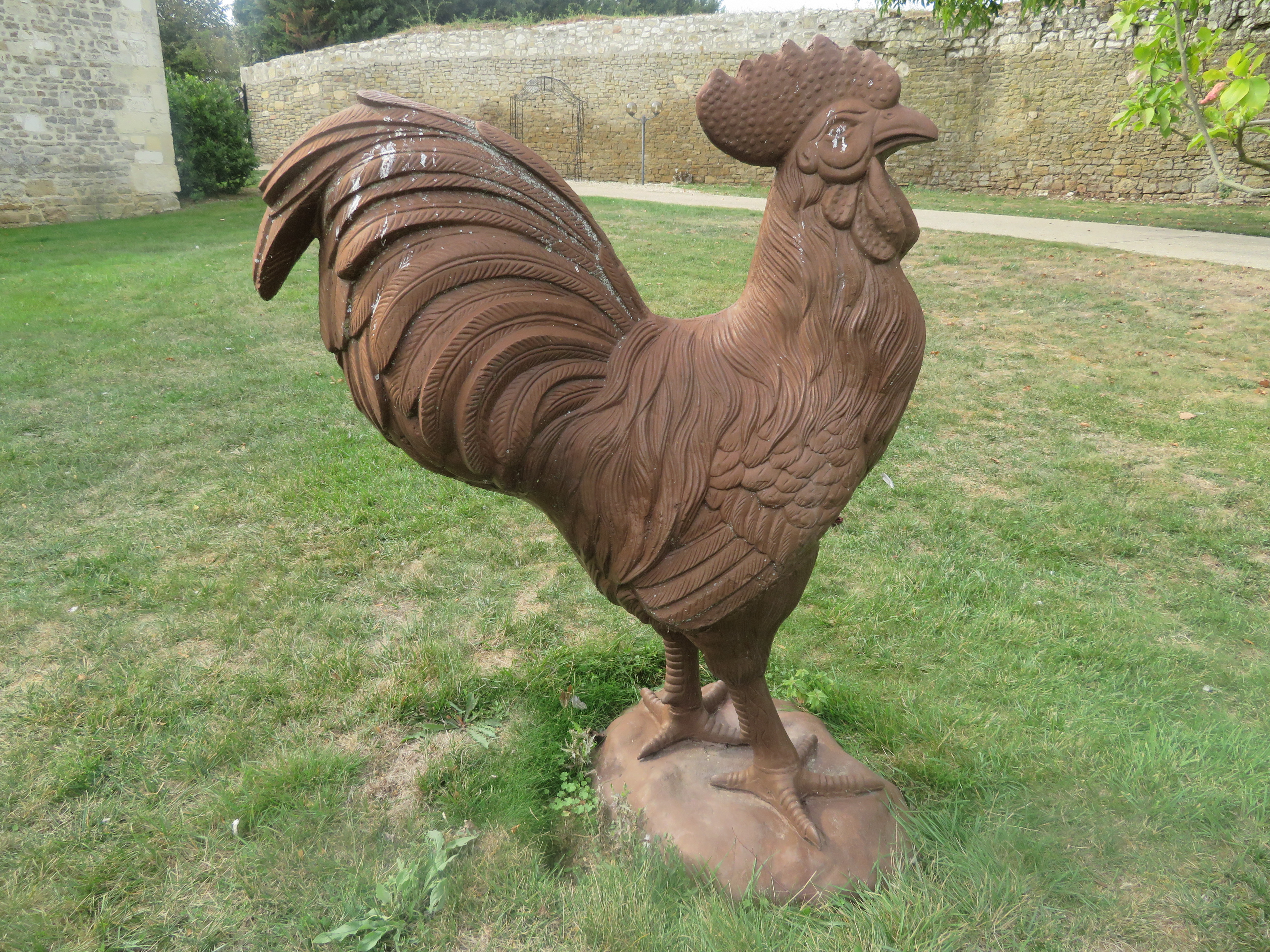
Sculpture de coq dans le parc de l'ancien château.

## Personnalités liées à la commune
- Paul Lacombe de La Tour (1889-1940), lieutenant-colonel, mort pour la France au bois de Noroy.